# 盧米斯 (密歇根州)
盧米斯（英語：Loomis）是位於美國密歇根州伊莎貝拉縣懷斯鎮區的一個普查規定居民點。

## 人口
根據2020年美國人口普查的數據，盧米斯的面積為7.30平方千米，當中陸地面積為7.25平方千米，而水域面積為0.05平方千米。當地共有人口3032人，而人口密度為每平方千米415.34人。